# 高橋由衣
高橋 由衣（たかはし ゆい、1988年12月5日‐）は、山形県酒田市（旧平田町）出身の女子陸上競技（長距離走）選手。元資生堂所属。

## 経歴
小学生時代から各種陸上競技大会に出場。酒田市立飛鳥中学校入学時から本格的に陸上競技に取り組み、中学3年時には全日本中学校陸上競技選手権大会やジュニアオリンピックなどで上位の成績を収め、2004年全国都道府県対抗女子駅伝競走大会では第3区で同学年の小林祐梨子を抑え、区間賞および区間新記録を樹立した。なお、この記録は2013年に髙松望ムセンビが更新するまで9年間区間記録として保持された。その後、山形県立酒田東高等学校へ進学したものの、高校1年時秋以降はケガなどにより成績が振るわず、メインを400m走に転向。埼玉大学へ進学し、再び長距離走を再開。2009年大学2年時に大学を中退し、資生堂に入社した。2011年に資生堂陸上部を退部。

## 主な成績
- 2003年8月 - 全日本中学校陸上競技選手権大会 1500m 4位
- 2003年10月 - ジュニアオリンピック 3000m 2位
- 2004年1月 - 皇后盃全国都道府県対抗女子駅伝競走大会 3区 区間賞